# Christopher Ohen
Christopher Nusa Ohenhen, més conegut com a Ohen, és un futbolista nigerià, ja retirat. Na néixer a Benin City el 14 d'octubre de 1970. Jugava com a davanter.

## Trajectòria
Ohen va començar la seua carrera a les files del Julius Berger del seu país. El 1989 va disputar el Mundial Juvenil, i el seu bon paper van cridar l'atenció del Reial Madrid. A l'equip madrileny, però, no va tenir oportunitats i el 1991 passa a la SD Compostela, club on militaria la major part de la seua carrera esportiva.
A l'equip gallec va esdevenir un dels seus símbols durant la dècada dels 90, la més reeixida de l'entitat, que va debutar en primera divisió el 1994 i es va mantindre a la màxima categoria fins a 1998, sent Ohen titular en totes elles. Precisament, durant 1998, va ser preseleccionat per la selecció nigeriana per al Mundial 98, tot i que finalment no hi va acudir. La campanya 98/99 va ser cedit al Besiktas turc.
Després de deixar el Compostela va passar pel CD Leganés i de nou pel Julius Berger abans de penjar les botes el 2002.